# Ichthyostraca
Ichthyostraca is een klasse van kreeftachtigen binnen de stam van de Arthropoda (Geleedpotigen).

## Onderklassen
- Branchiura
- Pentastomida